# Стара Весь (Іновроцлавський повіт)
Стара Весь (пол. Stara Wieś) — село в Польщі, у гміні Роєво Іновроцлавського повіту Куявсько-Поморського воєводства.
Населення — 127 осіб (2011).
У 1975-1998 роках село належало до Бидгощського воєводства.

## Демографія
Демографічна структура станом на 31 березня 2011 року:
|          | Загалом | Допрацездатний вік | Працездатний вік | Постпрацездатний вік |
| -------- | ------- | ------------------ | ---------------- | -------------------- |
| Чоловіки | 65      | 19                 | 40               | 6                    |
| Жінки    | 62      | 25                 | 31               | 6                    |
| Разом    | 127     | 44                 | 71               | 12                   |